# Scyllarus arctus
Björnkräfta (Scyllarus arctus)  är en kräftdjursart som först beskrevs av Carl von Linné 1758.  Scyllarus arctus ingår i släktet Scyllarus och familjen Scyllaridae. Inga underarter finns listade i Catalogue of Life.
Björnkräftan förekommer vid Europas Atlantkuster och i Medelhavet. Den når en längd av 30 centimeter. Björnkräftans framkropp är täckt av en bred och platt sköld, ögonskaften utgår från ryggsidan, de yttre antennerna är bladformiga. Den lever i kustregionen bland klippor. Arten når fram till Azorerna och Kanarieöarna. Den vistas vanligen i 4 till 50 meter djupa havsområden. Där lever den ibland i områden där havets botten är täckt av växter från släktet Posidonia.
Beståndet minskar regionalt där fält av Posidonia-växter försvinner. Scyllarus arctus fångas som mat för människor. Utbredningsområdet är stort. IUCN kategoriserar arten globalt som livskraftig.

## Bildgalleri

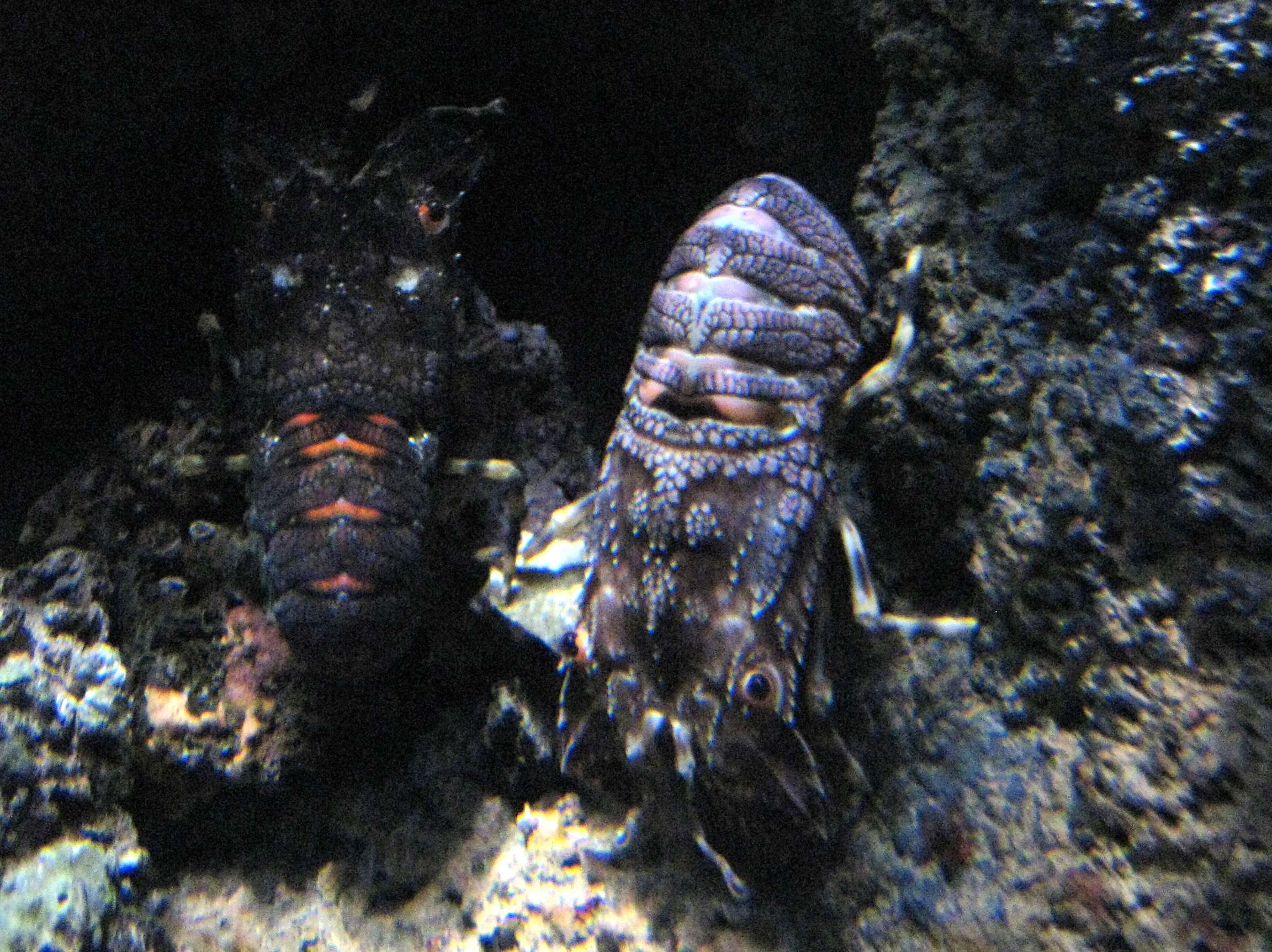
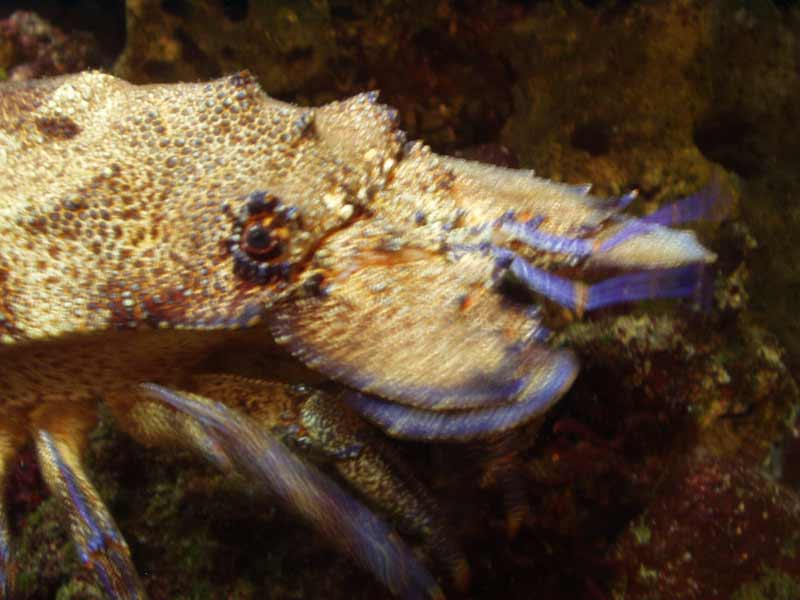